# ビス(2-エチルヘキシル)フタル酸エステラーゼ
ビス(2-エチルヘキシル)フタル酸エステラーゼ(Bis(2-ethylhexyl)phthalate esterase、EC 3.1.1.60)は、以下の化学反応を触媒する酵素である。
ビス(2-エチルヘキシル)フタル酸 + 水{\displaystyle \rightleftharpoons }2-エチルヘキシルフタル酸 + 2-エチルヘキサン-1-オール
従って、基質はビス(2-エチルヘキシル)フタル酸と水の2つ、生成物は2-エチルヘキシルフタル酸と2-エチルヘキサン-1-オールの2つである。
この酵素は加水分解酵素に分類され、特にエステル結合に作用する。系統名は、ビス(2-エチルヘキシル)フタル酸 アシルヒドロラーゼ(bis(2-ethylhexyl)phthalate acylhydrolase)である。DEHPエステラーゼ(DEHP esterase)と呼ばれることもある。